# NGC 4450
NGC 4450 é uma galáxia espiral (Sab) localizada na direcção da constelação de Coma Berenices. Possui uma declinação de +17° 05' 03" e uma ascensão recta de 12 horas, 28 minutos e 29,3 segundos.
A galáxia NGC 4450 foi descoberta em 14 de Março de 1784 por William Herschel.